# Маргарита (графиня Сансера)

Графство Сансер на карте Франции

Маргарита Шампанская (фр. Marguerite de Champagne; ок. 1355 — 1418) — графина Сансера с 1403 года, дама де Сагонн, де Марманд и т. д.
Дочь Жана III де Сансера.
В 1364 году в 9-летнем возрасте выдана замуж за Жерара Шабо (1344—1370), наследника баронии Рец, но тот вскоре умер.
Вторым браком 27 июня 1374 года вышла замуж за Беро II (1334/1337 — 17 января 1399), дофина Оверни. Овдовев, стала женой Жана II Лурдена, сеньора де Салиньи.
В 1402/1403 унаследовала владения отца и дяди — Луи де Сансера, коннетабля Франции (от него получила шателению Сагонн и несколько сеньорий).
В 1408 году в четвёртый раз вышла замуж — за Жака I де Монберона, барона де Молеврие, будущего маршала Франции.
Дети от второго мужа:
- Беро III (ок. 1380 — 28 июля 1426), дофин Оверни, граф де Сансер
- Жан (умер до 1400)
- Луи (умер до 1400)
- Робер д’Овернь (ум. 1456) — епископ Шартра и Альби
- Жанна
- Мария, дама де Бюсси, муж — Гильом де Вьенн, сеньор де Бельер
- Жакетта, аббатиса Сент-Мену
- Маргарита, дофина Оверни.